# 메콩메기
메콩메기(Pangasianodon gigas)는 동남아시아의 메콩강 유역에 서식하는 매콩메기과에 속하는 종이다. 확인된 바로는 최고 몸길이 2.7미터, 몸무게 293킬로그램이 나가는 개체가 목격된 바가 있다. 남획으로 수가 크게 줄어 국제자연보호연맹의 레드리스트에 올라와 있으며, CITES 부속서 I에도 올라와 있다. 메콩강 유역 국가인 태국, 라오스, 캄보디아는 모두 이들을 보호종으로 지정했지만, 포획은 지속되고 있다.

## 같이 보기
징기스칸과 혼동하기 쉽다. 특히 영명이 혼동하기 쉽다.
1. ↑  국가생물다양성센터. “Pangasianodon gigas  Chevey, 1931 메콩메기”. 《국가 생물다양성 정보공유체계》.